# Kevin Bernard
Predložak:Infookvir lik u seriji Zakon i red
Detektiv Kevin Bernard je fiktivni lik iz serije Zakon i red kojeg tumači Anthony Anderson.
Detektiv Bernard je u seriju došao u epizodi "Burn Card" kao detektiv Unutarnjih poslova. Ispitivao je det. Greena koji je ubio kladioničara. Nakon što su optužbe protiv Eda Greena odbačene ovaj je napustio Odjel, a zamijenio ga je det. Bernard koji se prebacio iz Unutarnjih poslova.
Ne voli pse jer je njegov nadimak u djetinjstvu bio "Bernardinac" ("Saint Bernard").[L&O - S18E14]